# Старомогильовський
Старомогильовський (рос. Старомогилёвский; адиг. Могилевскэжъыр) — хутір Тахтамукайського району Адигеї Росії. Входить до складу Шеджийського сільського поселення.
Населення — 42 особи (2015 рік).